# 勒埃雷
勒埃雷（法語：Reherrey，法語發音：[ʁə.eʁɛ]）是法国默尔特-摩泽尔省的一个市镇，属于吕内维尔区。

## 地理
勒埃雷（48°30'33"N, 6°46'1"E）面积5.87 平方千米，位于法国大東部大區默尔特-摩泽尔省，该省份为法国东北部内陆省份，是洛林的一部分，北邻比利时、卢森堡，北起顺时针与摩泽尔省、下莱茵省、孚日省和默兹省接壤。
与勒埃雷接壤的市镇（或旧市镇、城区）包括：布鲁维尔、梅尔维莱、米涅维尔、蒙蒂尼、瓦克桑维尔。

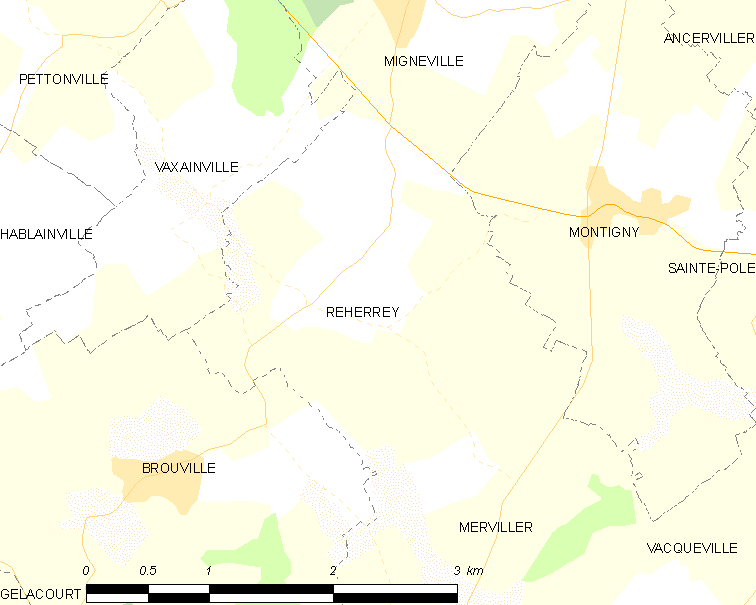
勒埃雷的OSM定位图

勒埃雷的时区为UTC+01:00、UTC+02:00（夏令时）。

## 行政
勒埃雷的邮政编码为54120，INSEE市镇编码为54450。

## 政治
勒埃雷所属的省级选区为巴卡拉县。

## 人口

1962-2008年间勒埃雷人口变化图示

勒埃雷于2022年1月1日时的人口数量为152人。